# Nashat Akram
Nashat Akram (نشأت اكرم), född 12 september 1984 i Bagdad i Irak, är en irakisk före detta professionell fotbollsspelare och mittfältare. Han spelade för den holländska klubben FC Twente och var med och vann den Holländska ligan under säsongen 2009/2010. Han valde dock att avbryta kontraktet efter det.

## Privatliv
Nashat är det andra barnet i familjen, mellan äldste brodern Haider Akram och den yngre brodern Hassan Akram. Nashats far dog när han var ett litet barn. Under år 2009 kidnappades Hassan av en terroristgrupp i Irak, men fritogs senare av den irakiska polisen.

## Klubbkarriär

### al-Shorta
År 2000, då han var 16 år, skrev Nashat Akram på för al-Shorta. År 2002 blev han en av nyckelspelarna som ledde laget till seger i Umm al-Marek Cup. Därefter var han med och vann Irak FA-cupen.

### al-Nasr
År 2003 blev han klar för den saudiska klubben al-Nasr. Han spelade för klubben i ett år. Han lämnade klubben tidigt på grund av gräl över obetalda löner de var skyldig honom.

### al-Shabab
Under 2004 undertecknade Nashat med storklubben al-Shabab, under hans första säsong vann laget den saudiska Premier League, och vann titeln igen 2006, då Akram också vann förbundets Player of the Year och Foreign Player.

### Al Ain och drömmen om Manchester City
Den 1 augusti 2007 undertecknade Nashat Akram ett ettårskontrakt med klubben Al Ain från Förenade Arabemiraten för 1 miljon dollar. Under transferfönstret januari 2008 antog Akram ett erbjudande att spela för Sven-Göran Erikssons Manchester City. Akram nekades dock arbetstillstånd i England då det irakiska landslaget låg rankade under plats 70 på FIFA:s ranking så övergången blev inte av.

### al-Gharafa
I april 2008 undertecknade Nashat ett avtal med al-Gharafa i Qatar Stars League för en säsong. Han debuterade den 27 april mot al-Arabi i Qatar Crown Prince Cup. De vann 4-3 och Nashat stod för två av målen. Han avslutade sitt spel med al-Gharafa när han vann Q-League säsongen 2008-09, och Emir of Qatar Cup 2009. Nashat gjorde 10 mål för al-Gharafa.

### Nashat Akram vs. Real Madrid
Den 15 maj 2008 fick Nashat en inbjudan från sin gamla klubb al-Nasr i Saudiarabien att delta i en festival för att hedra al-Nasrs legend Majed Abdullah, trots att han fortfarande spelade för al-Gharafa. Fem dagar senare, den 20 maj, blev Nashat inbjuden att spela för al-Nasr då de skulle möta Real Madrid i en vänskapsmatch under festivalen. Nashat fick tillstånd av al-Gharafa även denna gång. Nashat bidrog till det första målet som kom den 53:e minuten, och gjorde sedan matchens andra mål den 55:e minuten. Matchen slutade 4-1 och Nashat blev matchens lirare.

### FC Twente
Den 19 maj 2009 skrev han historia, då han tecknade ett 3-årskontrakt med FC Twente i Holländska ligan. Han blev den första irakiern någonsin att spela i en europeisk stor liga. I början fick Nashat begränsat med speltid i klubben. Men senare fick han mer speltid i B-laget. Efter endast ett år i Enschedeklubben kom Nashat och FC Twente muntligt överens om att bryta spelarens kontrakt. Spelaren är nu fri att skriva på ett valfritt lag.

### Rykten om övergångar
Efter flytten från Twente har det ryktats och spekulerats mycket om Nashats framtid. Nashat har tillsammans med sin agent förhandlat med olika klubbar, både i Europa och utanför. Arabisk media rapporterade tidigt under sommaren att Nashat var på väg till den egyptiska storklubben al-Zamalek men enligt samma källor några veckor senare gick affären i stöpet.
Strax därefter kom nya uppgifter om Nashats framtid. Dessa menade att Nashat förhandlade med Premier Leagueklubben Wolverhampton Wanderers och att en överenskommelse redan hade nåtts.
Den 18 juli 2010 bekräftade Nashat Akram själv på sin hemsida att Wolverhampton visat stort intresse för honom och att de just nu förhandlade. Båda parterna sades vara överens om en övergång men allt som saknades var ett arbetstillstånd, (alltså samma problem som Nashat ställdes inför vintern 2008 när han var klar för Manchester City).
I augusti 2010 meddelade Nashats agent Behrooz Dezhdod, att Nashat för närvarande studerar bud från två Premier League-klubbar. Agenten ville inte avslöja vilka klubbar det var, men sade att man arbetar intensivt med att ordna ett arbetstillstånd för spelaren i England.
Samtidigt sade agenten att Nashat också fått bud från andra klubbar ute i Europa och även några från USA.

## Landslagskarriär
Nashat gjorde sin landslagsdebut för Iraks landslag under VM-Kvalet 2002 i matchen mot Saudiarabien i Amman. Nashat var endast 18 år gammal då. Han hade tidigare bara spelat för Iraks U-17 och U21-landslaget där han hade varit med och vunnit Asiatiska mästerskapen 2000, samt kvalat in till U20-VM i Argentina 2001. Efter kriget 2003 fick han, trots att han var en av de yngsta spelarna i laget, bära lagkaptensbindeln för första gången under Abdullah Friendship Cup i Abha. Nashat hjälpte landslaget att kvala in till Olympiska sommarspelen 2004 och han var en del av laget när de nådde bronsmatchen mot Italien. Han var en av nyckelspelarna i Asiatiska mästerskapet 2007. Han gjorde det inledande målet målet mot Australien i den 23 minuten. Irak vann matchen med 3-1. Nashat Akram blev matchens lirare i två matcher, den första mot Australien och den andra mot Saudiarabien i finalen.

## Årets asiatiske fotbollsspelare
Den 13 september blev Nashat nominerad till utmärkelsen "Asiens bästa fotbollsspelare år 2009" av International Football Awards. Förutom Nashat, var även sydkoreanen Park Ji-Sung, israelen Yossi Benayoun, uzbeken Server Djeparov, saudiern Yasser Al Qahtani och australiensaren Tim Cahill nominerade.